# Jeannine Le Brun
Jeannine Le Brun (* 21. März 1915 in New York; † 23. Oktober 1977 in Konstanz) war eine deutsche Fotografin.

## Leben
Jeannine Le Brun wurde am 21. März 1915 als zweites Kind von Magdalena und Julius Le Brun in New York geboren. Die Familie wohnte in der Nähe des Central Parks. Väterlicherseits ist sie eine Nachfahrin des Malers Charles Le Bruns und nach ihrer eigenen Aussage eine Nachfahrin Élisabeth Vigée-Lebruns. Die Familie mütterlicherseits stammte aus Unter-Bechtersweiler bei Lindau. Ein halbes Jahr nach ihrer Geburt trennten sich die Eltern und die Mutter zog mit ihr und ihrem vier Jahre älteren Bruder Jay in ihre alte Heimat nach Hoyren-Bechtersweiler bei Lindau. Im Alter von zwölf Jahren zog sie zu ihrem Vater nach Ohligs und besuchte dort das Städtische Lyzeum. Nach dessen Absolvierung zog Jeannine Le Brun nach Lindau zurück und begann eine dreijährige Putzmacherlehre. In den 1950er Jahren besuchte sie mehrere Kurse der Fotografin Marta Hoepffner. Ihre Kenntnisse zum Barock erlangte sie durch Selbststudium. Le Brun wurde von Martin R. Hamacher beeinflusst. Le Brun „arbeitete für Zeitungen, Buchverlage und für pharmazeutische Unternehmen und fotografierte vor allem Sakralarchitektur und Sammlungen privater Kunstliebhaber“. Ihr bekanntestes Werk ist Barocke Welt in Raum und Zier von 1976 (zusammen mit Peter Sutermeister). Jeannine Le Brun starb 1977 in Konstanz und wurde auf dem Friedhof Aeschach in Lindau begraben.
1971 gründete Jeannine Le Brunmit mit Alexa Baronin von Koenig-Warthausen und Jolanda und Kurt Schmid-Andrist in Güttingen ein Puppenmuseum, in der Jeannine Le Brunmits Puppensammlung ausgestellt wurde. Heute befindet sich das Museum auf Schloss Girsberg und trägt den Namen Jeannine.